# Agrias cyanorubra
Agrias cyanorubra är en fjärilsart som beskrevs av Peter William Michael 1930. Agrias cyanorubra ingår i släktet Agrias och familjen praktfjärilar. Inga underarter finns listade i Catalogue of Life.